# Lijst van eredoctoraten van de Technische Universiteit Delft
Dit is een lijst van alle eredoctoraten die door de Technische Universiteit Delft zijn uitgereikt op chronologische volgorde.
| Naam                                  | Uitgereikt in het jaar | Beroep |
| ------------------------------------- | ---------------------- | --- |
| Cornelis Lely                         | 1907                   | civiel ingenieur en vader van de Zuiderzeewerken                                                                |
| Abraham Kuyper                        | 1907                   | minister-president en theoloog                                                                                  |
| Jacob Kraus                           | 1907                   | waterbouwkundige en eerste rector magnificus van de Technische Hogeschool                                       |
| Jacobus van 't Hoff                   | 1907                   | scheikundige en Nobelprijswinnaar                                                                               |
| Gerrit van Diesen                     | 1907                   | civiel ingenieur                                                                                                |
| Pierre Cuypers                        | 1907                   | architect van onder andere Rijksmuseum en Station Amsterdam Centraal                                            |
| Johannes Bosscha jr.                  | 1907                   | natuurkundige en directeur van de Polytechnische School                                                         |
| Rogier Verbeek                        | 1909                   | geoloog en aardwetenschapper                                                                                    |
| Jan Lorié                             | 1909                   | grondlegger geologisch onderzoek van Nederland                                                                  |
| Jacobus L. Cluysenaer                 | 1913                   | spoorwegingenieur en directeur van de Staatsspoorwegen                                                          |
| Gerard L.F. Philips                   | 1917                   | oprichter NV Philips                                                                                            |
| George W. van Heukelom                | 1917                   | ingenieur en architect                                                                                          |
| Alphonse C.Ch.G. van Hemert           | 1917                   | ingenieur en directeur van voorloper Hollandse Beton Groep (HBG)                                                |
| Hendrik Lorentz                       | 1918                   | natuurkundige en Nobelprijswinnaar                                                                              |
| Jan Schroeder van der Kolk            | 1919                   | theoreticus en experimentator op het gebied van bruggenbouw                                                     |
| Heike Kamerlingh Onnes                | 1920                   | natuurkundige en Nobelprijswinnaar                                                                              |
| Constantijn P. Holst Gilliszoon       | 1922                   | hoogleraar mechanica                                                                                            |
| François G. Waller                    | 1925                   | president-directeur Koninklijke Nederlandsche Gist- en Spiritusfabriek te Delft                                 |
| Hendrik P. Berlage                    | 1925                   | architect van onder andere Beurs van Berlage                                                                    |
| Nicolaas Wing Easton                  | 1928                   | mijnbouwkundige en geoloog                                                                                      |
| Coenraad F. Stork                     | 1929                   | werktuigbouwkundige                                                                                             |
| Sir Henri W.A. Deterding              | 1929                   | directeur van de Koninklijke Nederlandsche Petroleum Maatschappij (KNPM)                                        |
| Johan Ringers                         | 1930                   | waterstaatkundig ingenieur en directeur van Rijkswaterstaat                                                     |
| Pieter Joosting                       | 1930                   | architect van De Hef                                                                                            |
| Frederik K.Th. van Iterson            | 1930                   | werktuigbouwkundige en directeur van de Staatsmijnen                                                            |
| Gilles Holst                          | 1934                   | natuurkundige en oprichter Philips Natuurkundig Laboratorium                                                    |
| Marinus Damme                         | 1938                   | werktuigbouwkundige en directeur-generaal van de PTT                                                            |
| Arthur Stoll                          | 1947                   | biochemicus en ontdekker van LSD                                                                                |
| Daniël P. Ross van Lennep             | 1947                   | scheikundig ingenieur en directeur van de Staatsmijnen in Limburg                                               |
| Albert Plesman                        | 1947                   | medeoprichter en eerste directeur van de Koninklijke Luchtvaart Maatschappij                                    |
| Willem Hupkes                         | 1947                   | directeur van de Nederlandse Spoorwegen                                                                         |
| Willem J.H. Harmsen                   | 1947                   | directeur-generaal van Rijkswaterstaat                                                                          |
| Victor J.P. de Blocq v. Kuffeler      | 1949                   | waterbouwkundige en Directeur-Generaal der Zuiderzeewerken                                                      |
| Pieter Verhagen                       | 1950                   | architect en stedenbouwkundige                                                                                  |
| Jacob C. van Staveren                 | 1950                   | elektrotechnicus en directeur KEMA                                                                              |
| Z.K.H. Prins Bernhard                 | 1951                   | Prins der Nederlanden                                                                                           |
| Hubert (Hub) J. van Doorne            | 1953                   | oprichter Van Doorne's Automobielfabriek                                                                        |
| Lambertus Neher                       | 1954                   | directeur van de PTT                                                                                            |
| Steef (Th.S.G.J.M.) van Schaik        | 1955                   | directeur Algemene Kunstzijde Unie en minister                                                                  |
| Jacobus Johannes Pieter Oud           | 1955                   | architect van onder andere en het Nationaal Monument op de Dam in Amsterdam en Café De Unie                     |
| Fransiscus Q. den Hollander           | 1955                   | president-directeur van de Nederlandse Spoorwegen                                                               |
| Hendrik A. Hidde Nijland              | 1955                   | electotechnisch ingenieur en oprichter van firma Coq in Utrecht                                                 |
| Hendrik Bloemgarten                   | 1955                   | mijnbouwkundige en directeur van de Koninklijke/Shell Groep                                                     |
| Theodore von Kármán                   | 1956                   | ingenieur en natuurkundige                                                                                      |
| Sir John Douglas Cockcroft            | 1959                   | directeur Brits kernwapenprogramma en Nobelprijswinnaar                                                         |
| Albert Bouwers                        | 1963                   | natuurkundige en een van de uitvinders van röntgenfotografie                                                    |
| Gerrit Th. Rietveld                   | 1964                   | grafisch ontwerper, meubelontwerper en architect van onder andere het Rietveld Schröderhuis                     |
| Johan Diedrich Fast                   | 1965                   | scheikundige en buitengewoon hoogleraar metaalkunde                                                             |
| Johannes G. van der Corput            | 1966                   | wiskundige en directeur van het Mathematisch Centrum in Amsterdam                                               |
| Evert J.W. Verwey                     | 1967                   | scheikundige |
| Jacob (Jaap) P. den Hartog            | 1967                   | werktuigbouwkundige                                                                                             |
| Johannes M. Bijvoet                   | 1967                   | scheikundige en pionier in de kristallografie                                                                   |
| Gerardus H. Bast                      | 1967                   | directeur-generaal van de PTT                                                                                   |
| Theodoor Ph. Tromp                    | 1968                   | vicepresident van Philips en minister                                                                           |
| Alexander Drijver                     | 1969                   | werktuigbouwkundige, directielid en lid van de raad van commissarissen bij de Hoogovens                         |
| Bernard D.H. Tellegen                 | 1970                   | elektrotechnisch ingenieur en uitvinder van de pentode                                                          |
| Klaas Posthumus                       | 1970                   | natuurkundige en uitvinder van de magnetron                                                                     |
| Herre Rinia                           | 1971                   | algemeen directeur van het Philips Natuurkundig Laboratorium                                                    |
| Dennis Gabor                          | 1971                   | natuurkundige en Nobelprijswinnaar                                                                              |
| Willem van Tijen                      | 1973                   | architect van onder andere De Dreijenborch in Wageningen                                                        |
| Jan Jacobus Went                      | 1974                   | leidinggevende bij KEMA bij onderzoek naar de suspensiekernreactor                                              |
| Hendrik Cornelis (Kees) van Meerten   | 1975                   | hoofdconstructeur van de Fokker F27 'Friendship'                                                                |
| Walter M.J. Soete                     | 1976                   | specialist op het gebied van lastechniek                                                                        |
| Lylke Schepers                        | 1977                   | directeur van de Koninklijke/Shell Groep                                                                        |
| Gustav Lorentzen                      | 1977                   | natuurkundige en hoogleraar in de koudetechniek                                                                 |
| Robert Byron Bird                     | 1977                   | scheikundige en schrijver van studieboeken over chemische transportverschijnselen                               |
| Jacob Bear                            | 1978                   | civiel technicus en autoriteit in de grondwaterhydrologie                                                       |
| Adriaan van Wijngaarden               | 1979                   | wiskundige en grondlegger van de informatica in Nederland                                                       |
| Willem Frederik Schut                 | 1982                   | stedenbouwkundige en minister                                                                                   |
| Alexander Horowitz                    | 1982                   | uitvinder van de Philishave                                                                                     |
| Dirk Willem van Krevelen              | 1984                   | scheikundige en directeur research bij de Staatsmijnen in Limburg                                               |
| Suyono Sosrodarsono                   | 1985                   | civiel technicus en minister in Indonesië                                                                       |
| Gerhardus Johannes Wormmeester        | 1987                   | pionier van de containeroverslag                                                                                |
| Herman Arend Ferguson                 | 1987                   | leidinggevende bij dichten dijken na de Watersnood van 1953, directeur Deltadienst                              |
| Wisse Dekker                          | 1987                   | president-directeur van Philips                                                                                 |
| Elbert Rutan                          | 1990                   | uitvinder van de Rutan Voyager                                                                                  |
| Aldo Ernest van Eyck                  | 1990                   | architect van onder andere het Burgerweeshuis in Amsterdam                                                      |
| Andries Rinse Miedema                 | 1991                   | adjunct-directeur van Philips Natuurkundig Laboratorium                                                         |
| Thomas Brown Sheridan                 | 1991                   | werktuigbouwkundige en pionier in de robotica                                                                   |
| Pieter Winsemius                      | 1992                   | bedrijfskundige en minister                                                                                     |
| Jan Vincent Sengers                   | 1992                   | natuurkundige en echtgenoot van Johanna Maria Hendrika Levelt-Sengers                                           |
| Johanna Maria Hendrika Levelt-Sengers | 1992                   | natuurkundige en eerste vrouwelijke eredoctor in Delft                                                          |
| Renzo Piano                           | 1992                   | industrieel ontwerper en architect van onder andere NEMO in Amsterdam                                           |
| Jan Agema                             | 1992                   | civiel technicus en "Mister Deltawerken"                                                                        |
| Willem Hendrik Crouwel                | 1994                   | grafisch ontwerper van o.a de telefoongids                                                                      |
| John Wilhems Geus                     | 1996                   | scheikundige en specialist in heterogene katalyse                                                               |
| Neville John Hogan                    | 1997                   | werktuigbouwkundige                                                                                             |
| Santiago Callatrava Valls             | 1997                   | architect van o.a de Calatravabruggen in Haarlemmermeer                                                         |
| Gerrit Blom                           | 1998                   | directeur-generaal van Rijkswaterstaat                                                                          |
| Byron D. Tapley                       | 1998                   | lucht- en ruimtevaartingenieur                                                                                  |
| Cornelis Le Pair                      | 2000                   | oprichter en directeur van de Stichting voor de Technische Wetenschappen                                        |
| Else Kooi                             | 2000                   | scheikundige en uitvinder van LOCOS                                                                             |
| Peter Alfred Ziegler                  | 2001                   | geoloog |
| Floris Takens                         | 2001                   | wiskundige en deskundige op het gebied van de chaostheorie                                                      |
| Richard De Neufville                  | 2002                   | hoogleraar en grondlegger technische bestuurskunde                                                              |
| Don Mark Eigler                       | 2002                   | natuurkundige en 'gothfather' van de nanotechnologie                                                            |
| Saskia Sassen                         | 2004                   | sociologe en econome                                                                                            |
| Antoine Roederer                      | 2005                   | elektrotechnicus en onderzoeker op onder andere het gebied van antennes                                         |
| Donald Norman                         | 2006                   | hoogleraar in de cognitieve psychologie en de informatica                                                       |
| Matthias Reuss                        | 2006                   | biochemicus en directeur van het Institute of Biochemical Engineering                                           |
| Michael Grätzel                       | 2007                   | scheikundige en uitvinder van de DSC (zonnecel)                                                                 |
| Chimay Anumba                         | 2007                   | hoogleraar constructie en bouwinformatica                                                                       |
| Andre Geim                            | 2009                   | natuurkundige, Nobelprijswinnaar en ontwikkelaar van gecko-tape                                                 |
| Wijbren Jouwsma                       | 2009                   | directeur en oprichter van Bronkhorst High-Tech                                                                 |
| Sugata Mitra                          | 2011                   | onderwijskundige en initiator van ‘The Hole In The Wall’                                                        |
| Jos Pâques                            | 2012                   | grondlegger en eigenaar van watertechnologiebedrijf Paques                                                      |
| Avelino Corma                         | 2013                   | heterogene katalyse                                                                                             |
| Dirk Helbing                          | 2014                   | sociologie & sociodynamica                                                                                      |
| Deborah Hersman                       | 2014                   | veiligheid |
| Anthony Townsend                      | 2015                   | stedelijke ontwikkeling                                                                                         |
| Sebastian Thrun                       | 2016                   | ontwikkeling van de zelfrijdende auto                                                                           |
| Andrew Endy                           | 2017                   | ontwikkeling van synthetische biologische cellen die kunnen functioneren als een transistor of een transcriptor |
| Xiaowei Zhuang                        | 2017                   | ontwikkeling van ‘super resolution microscopy’                                                                  |
| Manuel Alvarinho                      | 2017                   | ontwikkeling van drinkwater- en sanitaire voorzieningen                                                         |
| Alessandro Vespignani                 | 2017                   | verbindingen tonen tussen medische epidemiologie en verspreiding van virussen in ict-netwerken                  |
| Søren Hermansen                       | 2019                   | Energietransitie op Samsø                                                                                       |
| Mercedes Maroto-Valer                 | 2019                   | CO2 omzetting                                                                                                   |
| Batya Friedman                        | 2020                   | "pionier op het gebied van value sensitive design"                                                              |
| Marco Steinberg                       | 2020                   | "wegbereider voor het vak strategisch ontwerp"                                                                  |
| Jennifer Holmgren                     | 2022                   | "bijdragen aan de energietransitie"                                                                             |
| Jürgen Janek                          | 2022                   | "bijdragen aan de energietransitie"                                                                             |
| Frans Timmermans                      | 2022                   | "bijdragen aan de energietransitie"                                                                             |
| Mike Jetten                           | 2023                   | technische natuurwetenschappen                                                                                  |
| Kate Orff                             | 2024                   | bouwkunde |
| Henk Ovink                            | 2024                   | techniek, bestuur en management                                                                                 |